# Brachystomella
Genre
Brachystomella est un genre de collemboles de la famille des Brachystomellidae.

## Liste des espèces
Selon Checklist of the Collembola of the World (version du 22 novembre 2019) :
- Brachystomella agrosa Wray, 1953
- Brachystomella allendei Hermosilla & Rubio, 1977
- Brachystomella aspra Denis, 1931
- Brachystomella baconaoensis Gruia, 1983
- Brachystomella banksi (Maynard, 1951)
- Brachystomella barrerai Palacios-Vargas & Najt, 1981
- Brachystomella ceciliae Fernandes & de Mendonça, 2004
- Brachystomella chilensis (Rapoport & Rubio, 1963)
- Brachystomella christianseni Massoud, 1965
- Brachystomella clavigera (Schäffer, 1898)
- Brachystomella coatesi Weiner & Najt, 1991
- Brachystomella contorta Denis, 1931
- Brachystomella curvula Gisin, 1948
- Brachystomella cyanea (Rapoport, 1962)
- Brachystomella desutterae Weiner & Najt, 2001
- Brachystomella dianae Greenslade & Najt, 1987
- Brachystomella disputa Greenslade & Najt, 1987
- Brachystomella divisa Murphy, 1965
- Brachystomella emder Greenslade & Najt, 1987
- Brachystomella fungicola Womersley, 1933
- Brachystomella gabrielae Najt & Palacios-Vargas, 1986
- Brachystomella garayae Queiroz & Weiner, 2011
- Brachystomella georgensis Weiner & Najt, 1991
- Brachystomella globulosa Cassagnau & Rapoport, 1962
- Brachystomella grootaerti Najt, Thibaud & Jacquemart, 1991
- Brachystomella hawaiiensis Yosii, 1965
- Brachystomella heo Christiansen & Bellinger, 1992
- Brachystomella hiemalis Yosii, 1956
- Brachystomella insulae Najt & Thibaud, 1988
- Brachystomella kahakai Christiansen & Bellinger, 1992
- Brachystomella kiko Christiansen & Bellinger, 1992
- Brachystomella koreana Weiner & Najt, 1985
- Brachystomella mataraniensis Weiner & Najt, 2001
- Brachystomella mauriesi Thibaud & Massoud, 1983
- Brachystomella minimucronata Palacios-Vargas & Najt, 1981
- Brachystomella momona Christiansen & Bellinger, 1992
- Brachystomella montebella Najt & Palacios-Vargas, 1986
- Brachystomella nana Rubio & Najt, 1979
- Brachystomella neomexicana (Scott, 1960)
- Brachystomella nubila Gisin, 1957
- Brachystomella parvula (Schäffer, 1896)
- Brachystomella pastoralis Greenslade & Najt, 1987
- Brachystomella pefauri Weiner & Najt, 2001
- Brachystomella perraulti Thibaud & Najt, 1993
- Brachystomella pescotti (Womersley, 1942)
- Brachystomella platensis Najt & Massoud, 1974
- Brachystomella purma Weiner & Najt, 2001
- Brachystomella quadrituberculata (Stach, 1964)
- Brachystomella quadrituberculata Becker, 1905
- Brachystomella ronderosi Najt, 1973
- Brachystomella saladaensis Weiner & Najt, 2001
- Brachystomella septemoculata Denis, 1931
- Brachystomella sexoculata Massoud, 1967
- Brachystomella solidaria Greenslade & Najt, 1987
- Brachystomella speciosa (Rainbow, 1907)
- Brachystomella stachi Mills, 1934
- Brachystomella subcrassa (Schäffer, 1897)
- Brachystomella surendrai Goto, 1961
- Brachystomella taxcoana Palacios-Vargas & Najt, 1981
- Brachystomella terrafolia Salmon, 1944
- Brachystomella trinitata (Jackson, 1927)
- Brachystomella tuberculata (Wahlgren, 1906)
- Brachystomella ultima Greenslade & Najt, 1987
- Brachystomella unguilonga Najt & Thibaud, 1988
- Brachystomella victoriensis de Izarra, 1972
- Brachystomella villalobosi Cassagnau & Rapoport, 1962
- Brachystomella zapatai Najt & Palacios-Vargas, 1986
- Brachystomella zerpa Weiner & Najt, 2001

## Publication originale
- Ågren, 1903 : Diagnosen einiger neuen Achorutiden aus Schweden (Vorläufige Mitteilung). Entomologisk Tidskrift, vol. 24, p. 126-128 (texte intégral).